# Berzeviczy Béla
Berzeviczei és kakaslomnici Berzeviczy Béla (Nagylomnic, 1870. november 6. – Budapest, 1922. február 17.), magyar huszártiszt, első világháborús honvéd vezérőrnagy, hadosztályparancsnok, 1919-ben a kassai honvéd kerület parancsnoka, 1920-tól Horthy Miklós kormányzó honvéd vezérkarának főnöke, altábornagyi rangban.

## Élete

### Származása, ifjúsága
Az ősi felvidéki berzeviczi és kakaslomnitzi Berzeviczy család tagja. 1870-ben született, Berzeviczy Egyed és Bárczay Ilona fiaként. 8 évi gimnáziumi tanulmányai után katonai pályára lépett, a bécsújhelyi Theresianum Katonai Akadémiát végezte el.
Huszártisztként a Magyar Királyi Honvédséghez kérte beosztását. A Theresianumról 1890-ben hadnagyként a 15-ös huszárokhoz vonult be szolgálatra. 1893–95 között elvégezte a vezérkari hadiakadémiát (Kriegsschule). Ezt követően főleg vezérkari szolgálatban alkalmazták, így 1895–7-ig a zloczowi 18. lovas dandárnál és a lembergi lovas hadosztálynál.

### Katonai pályája a világháborúig
1899–1901 között vezérkari századosként a bécsi 2. hadtestparancsnokságnál, azután 1904-ig a cs. és kir. haderő vezérkar hadműveleti irodájában működött. Közben mint huszárkapitány 1897–1899-ig, majd később 1904–1906-ig csapatszolgálatot teljesített a 13-as huszároknál. 1906–1911 között a magyar királyi honvéd lovassági szemlélő vezérkari főnöke volt őrnagyi (1906), majd alezredesi (1910) rendfokozatban.
1911. novemberétől kezdve szolgált a II. Vilmos német császár és porosz királyról elnevezett cs. és kir. 7. huszárezredben (az ezredet gyakran tévesen Jász-Kun huszárezred néven is emlegetik).  A következő évben, 1912. március 21-én kinevezték az ezred parancsnokává, ebben az állásában 1913 május 1-jén ezredessé léptették elő.
Az ezred a háború előtt két osztályból (divízióból) állt. A haderő hadosztályait (gyalogos és tüzérhadosztályokat) a lovas divízióktól való megkülönböztetésül németül „Truppendivision”-nak hívták – ezek egyenként 3-3 lovas századból (eszkadronból) és a pótkeretből álltak. Az ezredtörzs, amelyhez az utász szakasz és egy távbeszélő járőr tartozott, valamint a 2. osztály a 4., 5. és 6. századdal Debrecenben, az 1. osztály az 1., 2. és 3. századdal Nagyváradon volt elhelyezve, a pótkeret pedig Budapesten.
A huszárezred a hadrend szerint az 1. lovas hadosztályhoz, ez pedig a temesvári VII. hadtest kötelékébe tartozott.

### Az első világháborúban
Ezredesi rangban lovasezredével a keleti frontra vezényelték, az oroszok ellen. A rava-ruszkai „hatnapos csatában” súlyos vereséget szenvedett 4. hadsereg parancsnokát, Auffenberg tábornokot 1914. szeptember 10-én leváltották, helyére József Ferdinánd főherceg altábornagyot nevezték ki. A 4. hadsereg visszavonulása miatt szeptember 13-ára a 2. és 3. hadsereg is kritikus helyzetbe jutott. Dragomirov lovassági tábornok lovashadteste tüzérségével lövette és bekerítéssel fenyegette a Szkło folyón átkelni igyekvő, összetorlódott osztrák–magyar csapatokat. Szeptember 14-én a 4. hadsereg is átkelt a San folyón. A harcokban kimerült 1., 5., 8. lovashadosztályokat Sánókra küldték vissza pihentetésre és újjászervezésre. Az 1. és 5. lovashadosztályok harcképes részeiből Berzeviczy Béla ezredes parancsnoksága alatt egy lovaskülönítményt állítottak össze, amely utóvédharcokban késleltette az orosz hadsereg előretörését, erőszakos felderítést végzett, majd a 2. hadsereg nyomában Drohobyczon, Urozon, Stary Saniboron át Turkára vonult vissza.
1915 elején Berzeviczyt ideiglenesen? az 1. honvéd huszárdandár parancsnokává nevezték ki. A dandárt Svetozar Borojević 3. hadseregéhez, Karl Křitek gyalogsági tábornok XVII. hadtestének hadrendjébe sorolták. Április elején a dandárt a Zempléni-hegység előterébe, az oroszok által elfoglalt Felsővízköz és az ostromolt Mezőlaborc közötti frontszakaszra. A dandárt tartalékba helyezték, álláspontja Turányban volt, 16 kilométerre a fronttól. Április első hetében az orosz XII. hadtest több hadosztállyal támadta az osztrák–magyar XVII. hadtestet. Az 1. népfelkelő gyalogdandárt 3 nap alatt 5 kilométerrel nyomták vissza, az oroszok mélyen benyomultak harc a Magyar Királyság területére. 1915 április 6-án Berzeviczy lovasdandárjával elállta a Turány felé vivő utat, ezzel megakadályozta, hogy az oroszok a Mezőlaborcot védő osztrák csapatok háta mögé kerüljenek. Berzeviczy ezredes akciója és a kimerült osztrákok elkeseredett védekezése megállította a magyar területen előrenyomuló oroszokat. Az 1. lovasdandár 1915 májusában részt vett a dunajeci offenzíva hadműveleteiben is.
1915. augusztus 2-ig töltötte be ezredparancsnoki tisztét a Vilmos huszároknál, ahol utódja báró Berg Hermann alezredes lett. 1915. szeptember 15-től 1916. március 24-ig a 23. honvéd lovas dandár parancsnoka volt az 5. honvéd lovashadosztály kötelékében. E dandár mint a 7. hadtest tartaléka harci alkalmazásba jutott 1915. október közepén a Sztripa folyó menti állásban, Buczacztól (ma: Bucsacs, Ukrajna) északra, továbbá 1916. január hó első felében Bukovinában Toporoutz (ma: Toporivci) – Rarancze (ma: Ridkivci) melletti téli csatában.
Ezután 1916. március 25-től szeptember 18-ig a 215. gyalogos dandárt vezette, mely a 30. gyalogos hadosztályhoz tartozott. E dandár június 3-ig szintén tartalékja volt a 7. hadtestnek s mint ilyen alkalmazásba jutott június 4–10-ig az Okna – Dobronoutz (ma: Dobrinivci, Ukrajna) melletti áttörő csatában, melyből a visszavonulás június 10-én csak parancsra, tekintettel az általános helyzetre hajtatott végre. Június 12–20-ig folytak a harcok a Zabłotów – Kolomea – Majdan közti térben. Július 25-től szept. 18-ig a dandár önálló volt és Bukovinában harcolt a Kirlibaba és Jakobeni melletti állásokban.
1916. szeptember 24-ével Berzeviczy ezredes ismét új alkalmazásba került, mégpedig mint a m.kir. 19. népfelkelő hegyi dandár parancsnokaként. E parancsnoksága alatt, mely 1916 október 25-ig tartott, részt vett szeptember 29–30-án a Székelykeresztúr melletti harcokban a románok ellen s az azt követő üldöző harcokban, melyek a gyimesi szoroson át román földre vezettek. Október 16-án eredményes támadást végzett Agasu-nál a román állások ellen és ugyanott másnap erős román oldal- és háttámadást utasított vissza.
Az 1916. október 25.-e és 1917 január vége közti időt betegen kórházban töltötte Budapesten. A következő három hónapban a hadsereg-főparancsnokság rendelkezésére állott.
1917. május 1-jétől Berzeviczyt vezérőrnaggyá léptették elő, és kinevezték a cs.és kir. 33. gyalogdandár  parancsnokává, mely egy új frontra, az olasz harctérre vezette. Dandárja a Karszt-fennsíkon a Faiti körüli térben volt állásban s itt vívta meg a X. isonzói csatát az Isonzó mellékén május 12. és június 6. között, ebben a csatában az összes olasz támadásokat győzelmesen visszaverte.
Már július 24-én ismét Kelet-Galíciába került, ahol 1918 január 13-áig a 3. hadsereg vezérkari főnökének fontos állását töltötte be. Uj megbízásának elejére esik az augusztus 6.-áig tartó offenzíva Stanislautól (ma: Ivano-Frankivszk, Ukrajna) Bukovina keleti határáig, ezt állásharcok követték helyi vállalkozásokkal.
Ezután, 1918. január 13-tól április 15-éig a 7. hadsereg vezérkari főnöke volt.
1918 május havában másodszor került az olasz harctérre; május 10–29-ig a 65. gyalogos dandár parancsnoka volt a velencei tartományban, és május 29.-től kezdve átmenetileg a 70. gyalogos hadosztály parancsnokságával volt megbízva ugyanott.
A budapesti IV. hadtest hadrendjében 1917. augusztus 25-étől az Isonzó-fronton harcoltak . Berzeviczy 1918. május 18-áig vezette a 65. gyalogdandárt (IBrig 65), ekkor severini Sorsich Béla altábornagytól (1860–1930) átvette a 70. honvéd gyaloghadosztály (HonvID 70) parancsnokságát. Ezen a poszton, a Délnyugati (olasz) fronton maradt 1918 novemberéig, a világháború végéig.
A 70. honvéd hadosztály 1918. június 15–22 között Wurm vezérőrnagy Isonzó-hadseregében, Alois von Schönburg-Hartenstein herceg, lovassági tábornok IV. hadtestének hadrendjében részt vett a piavei offenzívában. 1918 júliusában a IV. hadtest parancsnokságát fogarasi Tamásy Árpád táborszernagy vette át, Berzeviczy 70. honvéd gyaloghadosztálya 1918. október 24–november 3. között az ő alárendeltségében harcolt a Vittorio Venetói csatában.

### Az első világháborúban kapott kitüntetései
1914: III. oszt. Vaskorona-rend; Katonai Érdemkereszt; bronz jubileumi emlékérem a fegyveres erők számára; 1912/13-as Emlékkereszt; II. oszt. Porosz Korona-rend;
1915: III. oszt. Vaskorona-rend a hadi díszítménnyel és kardokkal; III. oszt. katonai érdemkereszt a hadi díszítménnyel és kardokkal.; III. oszt. tiszti Katonai Szolgálati Jel; II. oszt. vöröskereszt;
1916: II. oszt: kat. érdemkeresztet vitéz és eredményes magatartásáért mint a 215. gyalogos dandár parancsnoka az 1916. június 4–6-ig tartó áttörő csatában; a II. oszt. Vaskorona-rend vitéz és eredményes magatartásáért, mint a 33. gyalogos dandár parancsnoka a 10. isonzói csatában; a Lipót-rend parancsnoki keresztjét az ellenség elleni sikeres szolgálataiért mint hadsereg-vezérkari főnök. Valamennyit a hadi díszítménnyel és kardokkal. Ehhez járulnak számos porosz és bajor hadi rendjelei.

### A Tanácsköztársaság és a Nemzeti Hadsereg

A Nemzeti Hadsereg vezérkara 1921-ben

1918 novemberében Berzeviczy vezérőrnagyot kinevezték a kassai honvéd kerület parancsnokává. Vezérkari főnöke november 21-én Tövisházy-Ferjentsik Ottokár ezredes (1875–1951) lett. 1919. január 21-én a cseh hadsereg bevonult Kassára. Ferjentsik ezredest egy ismerőse, egy cseh főtiszt figyelmeztette, hogy mindketten letartóztatásra és internálásra számíthatnak, ezért időben Bécsbe tudtak menekülni.
1919 augusztusában, a Magyar Tanácsköztársaság megdöntése után Berzeviczy vezérőrnagy csatlakozott Horthy Miklós ellentengernagyhoz. A fővezér őt nevezte ki a Nemzeti Hadsereg vezérkari főnökévé, bádoki Soós Károly gyalogsági tábornok helyére. Az ország pacifikálása során a Nemzeti Hadsereg alakulatait osztotta be rendfenntartó és kisegítő csendőri szolgálatra is. Több parancsnok, köztük Lehár Antal őrnagy (Lehár Ferenc zeneszerző öccse) is panaszt emelt emiatt, de Berzeviczy elutasította: „Belátom, de hát nincs egyebünk, mint a Te zászlóaljaid.”
A megszállt ország Nemzetgyűlése 1920. március 1-jén Horthyt választotta a Magyar Királyság kormányzójává.

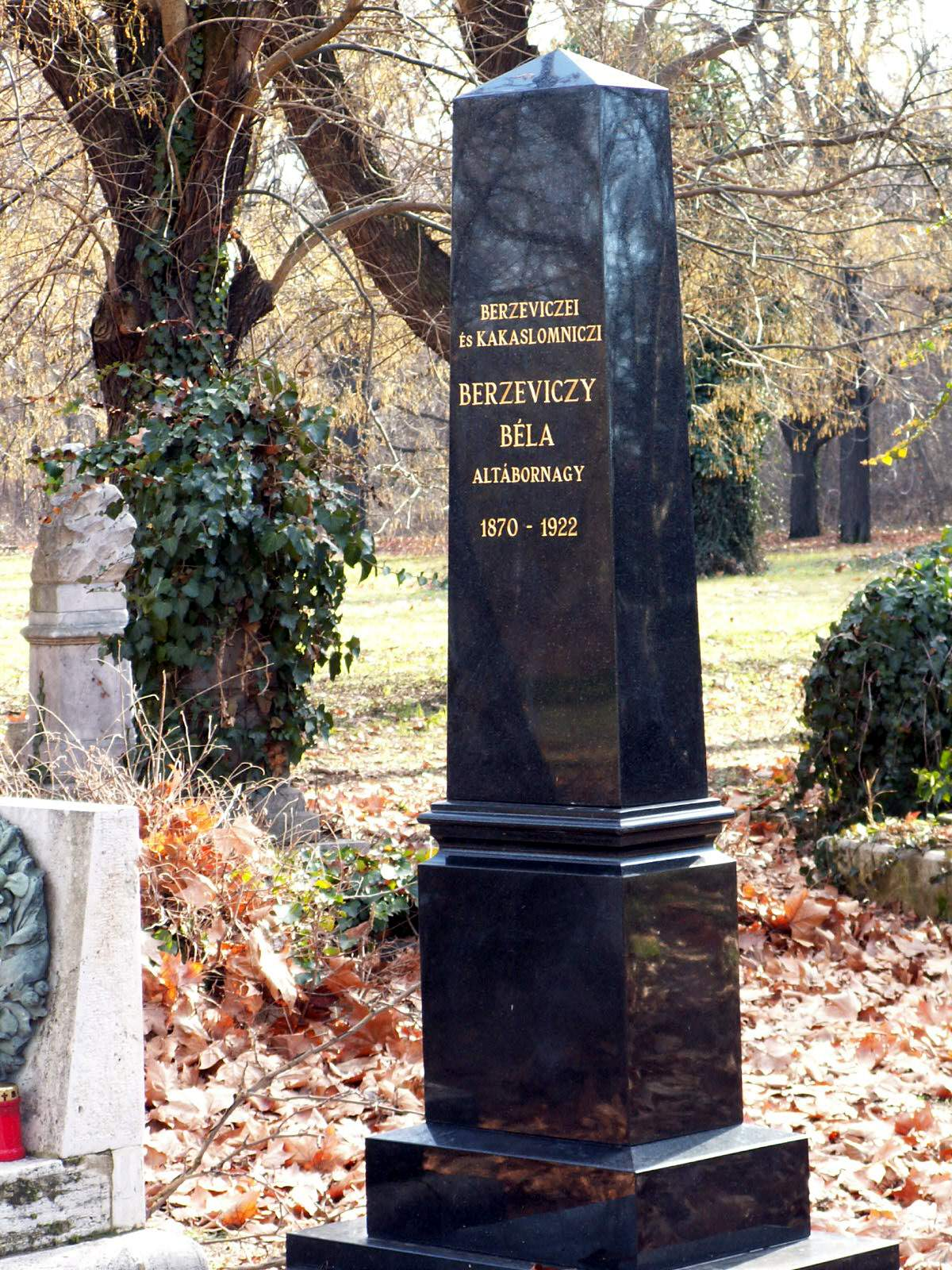
Sírja 2008-ban a Fiumei úti sírkertben (37/1-1-33)

Megkezdődött a Nemzeti Hadsereg átalakítása Magyar Királyi Honvédséggé. A kormányzó 1920. március 15-én Berzeviczyt altábornaggyá léptette elő, és kinevezte az átalakítandó haderő vezérkari főnökévé. Április 1-jén a fővezérség hivatalosan is megszűnt, a hadsereg vezetését a Berzeviczy által vezetett honvéd vezérkar vette át. A fővezérség vezérkarának korábbi főnökét, bádoki Soós Károly tábornokot a kormányzó (altábornaggyá előléptetve) honvédelmi miniszterré nevezte ki.
Elhatalmasodó betegsége ellenére Berzeviczy Béla altábornagy két éven át irányította az új honvédség megszervezését. 1922. január 1-jén a Nemzeti Hadsereg elnevezése hivatalosan is Magyar Királyi Honvédségre változott. A súlyosan beteg Berzeviczy január 4-én visszavonult, és február 17-én Budapesten elhunyt.

### Sírhelye
A budapesti Kerepesi temetőben helyezték örök nyugalomra, katonai tiszteletadás mellett (Fiumei úti sírkert, 37/1-1-33. sz.) A Nemzeti Emlékhely és Kegyeleti Bizottság 2007-ben sírhelyét helyreállította.